# Нильсен, Милле Фольдагер
Милле Фольдагер Нильсен (дат. Mille Foldager Nielsen, род. 7 июля 2007, Силькеборг, Центральная Ютландия) — датская профессиональная велогонщица, специалист по шоссейному велоспорту и велокроссу.

## Карьера

### Достижения
2019
3-я на 2-м этапе гоночных дней Коллинга при поддержке SRAM
Shimano Liga при поддеpжке Sixt :
6-я на 2-м этапе
6-я на 3-м этапе
2020
4-я на Чемпионате Дании по маунтинбайку, кросс-кантри (XCO), юниоры, Вайле
2021
9-я на DCU MTB, Виссенбьерг, пре-лига
9-я на DCU MTB, Ольборг, пре-лига
9-я на Чемпионате Дании по маунтинбайку, кросс-кантри (XCO), юниоры, Хольте
Shimano MTB Liga при поддержке Allbike :
10-я на 1-м этапе
9-я на 2-м этапе
8-я на 3-м этапе
7-я на 4-м этапе
9-я на 5-м этапе
2022
9-я на CX Cup 22/23 — Cykling Odense
3-я на чемпионате DCU XCO, юниоры, Орхус
9-я на Cross Cup — Holbæk Cykelsport
5-я на Чемпионате Дании по велокроссу, юниоры, Grote Prijs CK Орхус
8-я на 3-м этапе Grote Prijs — Cross Cup
3-я на JYSK-FYNSK MESTERSKAB CROSS — Skive
6-я на MTB KOLDING — DCU XCO
3-я на MTB Randers Street Challenge 5.2
4-я на 2-м этапе Party Prijs * AftenCross * Cross Cup
Shimano MTB Liga :
6-я на 1-м этапе
6-я на 2-м этапе
5-я на 3-м этапе
5-я на 4-м этапе
7-я на 5-м этапе
5-я на 6-м этапе
Чемпионат Дании по маунтинбайку:
4-я на кросс-кантри шорт-треке (XCC), U23, Рольд
3-я на кросс-кантри марафоне (XCM), U23, Слагельсе
7-я на кросс-кантри (XCO), Рольд
2023
3-я на DCU XCO, юниоры, Орхус
B&U DM, Силькеборг:
5-я на индивидуальной гонке
6-я на групповой гонке
2-я на CX — Næstved BC
Challenge Cross Cup:
2-я на 1-м этапе
2-я на 2-м этапе
5-я на 3-м этапе
6-й этап
7-я в генеральной классификации
3-я на 2-м этапе Зимнего кубка Cyklebørsen & KIDS LIGA MTB
 Чемпионат Дании по велокроссу, юниоры
9-я на Grote Prijs CK Aarhus — UCI C2
1-я на JYSK-FYNSK MESTERSKAB CROSS — Skive
5-я на MTB KOLDING — DCU XCO
9-я на Party Prijs CK Aarhus — UCI C2
Shimano MTB Liga :
5-я на 1-м этапе
7-я на 2-м этапе
8-я на 4-м этапе
7-я на 5-м этапе
7-я на 6-м этапе
3-я на 1-м этапе Varberg Cyclocross UCI C2 — SWE-Cup
Чемпионат Дании по маунтинбайку, юниоры:
6-я на XCC
6-я на XCO
2024
Три дня на севере:
7-я на 1-м этапе
7-я на 2-м этапе
9-я на 3-м этапе
4-я в генеральной классификации Challenge cross-cup, Калуннборг
5-я на Чемпионате Дании по велокроссу, юниоры
4-я на Чемпионате Дании по шоссейному велоспорту среди юниоров — индивидуальная гонка
8-я на Vejle Løbet
6-я на Give Elementer løbet
2-я на Silkeborg
Чемпионат Дании по маунтинбайку, юниоры:
4-я на XCC
6-я на XCO
3-я на Middelfart
4-я на Randers, PRINCIPIA Løbet og 3. afd. CAMPIONE PINSE CUP
Shimano MTB Liga :
4-я на 1-м этапе
4-я на 2-м этапе
Tour de Himmelfart :
4-я на 1-м этапе
5-я на 2-м этапе
4-я на 3-м этапе
2-я на 4-м этапе
4-я на 5-м этапе
3-я на генеральной классификации
Кубок юниоров, Вайле
2025
3-я на Чемпионате Дании по велокроссу
2-я на EDDK Kriterium Herning
Три дня на севере
3-я на этапе в Тю
4-я на этапе в Ольборге
3-я на Чемпионате Дании по шоссейному велоспорту среди юниоров — индивидуальная гонка
5-я на Campione Pinse Cup — Horsens

## Личная жизнь
Милле Нильсен — дочь Клауса Пуггора Нильсена, двукратного призёра Чемпионата Дании по велокроссу, спортивного директора команды Willing Able Racing.